# EFAF Atlantic Cup 2009
Navigation
2010
L'EFAF Atlantic Cup 2009 est la 1re édition de l'EFAF Atlantic Cup, compétition européenne de football américain organisée par l'EFAF.
Quatre équipes se rencontrent en match éliminatoire le 27 juin 2009 et les deux vainqueurs se rencontrent en finale le 28 juin 2009 à Bruxelles en Belgique.
En finale, les belges de West-Vlaanderen Tribes battent 15 à 13 les irlandais de Dublin Rebels.

## Equipes participantes
| Pays       | Club                   | Ville     | Résultat en saison 2010 |
| ---------- | ---------------------- | --------- | ----------------------- |
| Pays-Bas   | Amsterdam Panthers     | Amsterdam |                         |
| Irlande    | Dublin Rebels          | Dublin    | Vice-champion d'Irlande |
| Luxembourg | Dudelange Dragons      | Dudelange |                         |
| Belgique   | West-Vlaanderen Tribes | Izegem    | Champion de belgique    |

## Matchs éliminatoires
| Lieu, date                 | Home                   | Score  | Away               |
| -------------------------- | ---------------------- | ------ | ------------------ |
| Bruxelles, le 27 juin 2009 | Dublin Rebels          | 9 – 0  | Amsterdam Panthers |
| Bruxelles, le 27 juin 2009 | West Vlaanderen Tribes | 52 – 0 | Dudelange Dragons  |

## Finale3eplace
| Date                       | Vainqueur          | Score  | Perdant           |
| -------------------------- | ------------------ | ------ | ----------------- |
| Bruxelles, le 28 juin 2009 | Amsterdam Panthers | 60 – 0 | Dudelange Dragons |

## Finale
| Date                       | Vainqueur              | Score   | Perdant       |
| -------------------------- | ---------------------- | ------- | ------------- |
| Bruxelles, le 28 juin 2009 | West Vlaanderen Tribes | 15 - 13 | Dublin Rebels |